# Gustaf Zander
Jonas Gustaf Wilhelm Zander, född 29 mars 1835 i Stockholm, död 17 juni 1920 i Engelbrekts församling i Stockholm, var en svensk läkare och ortoped. Han var uppfinnare av den mediko-mekaniska sjukgymnastiken.

## Utbildning

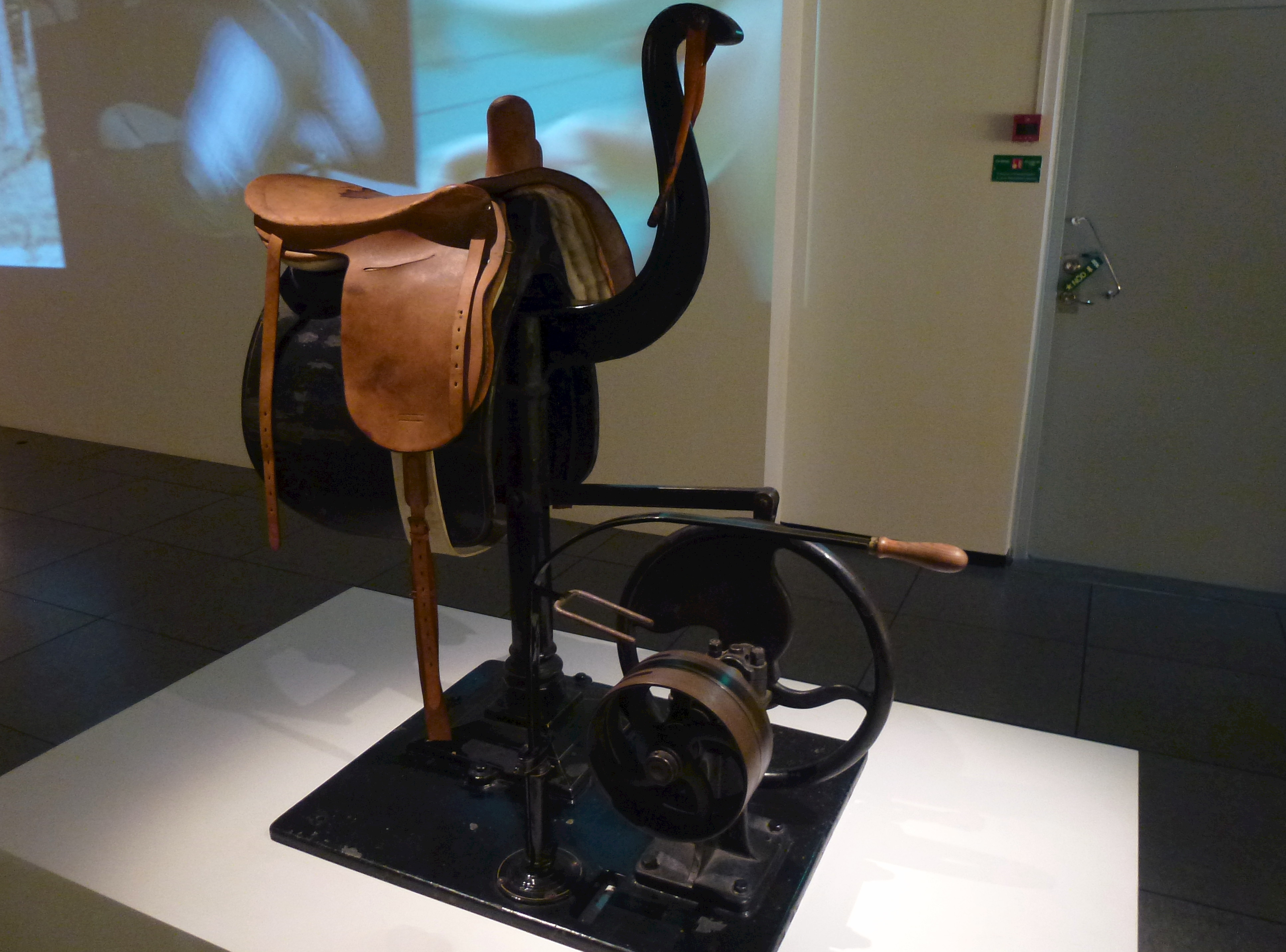
Zanders ridapparat på Riksidrottsmuseet.

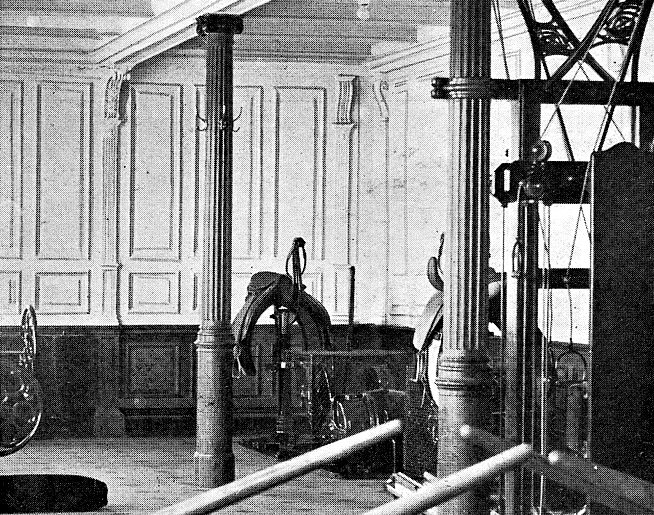
Titanics gym med Zanders maskiner.

Efter att ha genomgått Klara skola och Stockholms gymnasium blev Zander student vid Uppsala universitet 1855, medicine kandidat där 1860, medicine licentiat vid Karolinska institutet 1864 och medicine hedersdoktor vid jubelfesten i Uppsala 1877. 
Redan under hans första studentår, då han ibland sysselsatte sig med att anordna och leda gymnastikövningar, väcktes tanken hos honom på att genom maskiner göra gymnastens ensidiga och kraftuttömmande arbete överflödigt och samtidigt få en säkerhet och likformighet i rörelserna, som den manuella behandlingen inte kunde åstadkomma.

## Liv och verk
År 1857 började han som ledare av gymnastikövningarna vid sina systrars flickpension, den Zanderska flickpensionen i Bårarp i Halland, konstruera några apparater vars användning övertygade honom om att hans idé kunde förverkligas. Sedan flickpensionen 1862 flyttat till Partille, utvecklade han ett på vetenskapliga grunder byggt system av gymnastikapparater. 
År 1865 öppnade han i Stockholm den anstalt för mekanisk sjukgymnastik, som blev känd under namnet Medico-mekaniska institutet, och för vilket Zander var föreståndare under åren 1865–1898. Under den tiden utvecklades anstalten alltmer och fullkomnades genom efter hand införda, nya apparater, vilka till slut uppgick till mer än ett sextiotal. Institutet låg till en början på Västra Trädgårdsgatan 19, men flyttade sedan in i Malmtorgsbadet. Han hade även en träningsavdelning på Sturebadet, i folkmun kallad gubbkvarnen.
År 1865 började Zander även med tillverkning av speciella träningsapparater. Företaget som fick uppgiften att producera dessa apparater var Göranssons mekaniska verkstad på Grev Magnigatan 13 i Stockholm. Företaget leddes av ingenjören Ernst Göransson, som stod för alla patent av Zanders maskiner fram till 1905. Då tog ett tyskt företag över (Rosell, Schwarz & Co Wiesbaden). Exporten gick till hela världen. Till och med i RMS Titanics exklusiva gym fanns Gustaf Zanders maskiner.
Samtliga av Zander konstruerade apparater beskrevs av honom i verket Die Apparate für mechanisch-heilgymnastische Behandlung und deren Anwendung, 4:de upplagan 1893. 
Zander gifte sig 1866 med Fanny Agnes Eleonore Hansen (1843–1924). År 1880 blev han föreläsare vid Stockholms högskola och var från 1896 ledamot av Kungliga Vetenskapsakademien. Han var under många år aktiv inom det Universella broderskapet och höll föredrag, skrev artiklar och publicerade flera teosofiska skrifter.. Makarna Zander är begravda på Norra begravningsplatsen utanför Stockholm.